# Forme bilinéaire
En mathématiques, plus précisément en algèbre linéaire, une forme bilinéaire est une application qui à un couple de vecteurs associe un scalaire, et qui a la particularité d'être linéaire en ses deux arguments.
Autrement dit, étant donné un espace vectoriel  V sur un corps commutatif  K, il s'agit d'une application f : V × V → K telle que, pour tous {\displaystyle x,y,z\in V} et tous {\displaystyle \alpha ,\beta \in K},
{\displaystyle f(\alpha x+\beta y,\;z)=\alpha f(x,z)+\beta f(y,z);}
{\displaystyle f(x,\;\alpha y+\beta z)=\alpha f(x,y)+\beta f(x,z).}
Les formes bilinéaires sont naturellement introduites pour les produits scalaires. Les produits scalaires (sur les espaces vectoriels de dimension finie ou infinie) sont très utilisés, dans toutes les branches mathématiques, pour définir une distance.
La physique classique, relativiste ou quantique utilise ce cadre formel.

## Motivations
Les formes bilinéaires interviennent dans de nombreux domaines des mathématiques. Elles forment une vaste classe d'outils utilisés pour résoudre des questions de natures très diverses.

### Algèbre linéaire
Le domaine natif des formes bilinéaires est celui de l'algèbre linéaire. La notion de forme bilinéaire est définie sur les espaces vectoriels et se généralise sur les modules, structures de base de l'algèbre linéaire. Ces formes sont intimement liées aux applications linéaires. Le savoir associé à ces dernières permet d'éclairer la structure d'une forme bilinéaire et réciproquement les formes bilinéaires permettent d'élucider certaines particularités d'applications linéaires, par exemple dans le cas des endomorphismes autoadjoints.
Il existe un espace vectoriel particulier, jouant un grand rôle pour les formes bilinéaires : le dual. L'espace vectoriel des formes bilinéaires est une copie exacte de celui des applications linéaires d'un espace dans un dual. La connaissance de la géométrie de l'espace ainsi que celle du dual permet d'élucider celle des applications linéaires de l'un vers l'autre et par la même occasion celle des formes bilinéaires. Dans le cas de la dimension finie, cette analyse est simple, le dual est une copie (non canonique) de l'espace de départ.
Il existe une méthode générique pour construire des formes bilinéaires, le produit tensoriel fournissant un outil théorique pour démontrer certaines propriétés des formes bilinéaires. Il permet aussi de construire de nouveaux espaces vectoriels possédant une géométrie particulière dont les physiciens font grand usage. Ainsi le champ magnétique vérifie des propriétés de symétrie bien représentées par un espace particulier de formes bilinéaires. En plus de la structure d'espace vectoriel leur origine bilinéaire apporte des propriétés spécifiques, pour cette raison un nouveau terme est utilisé, celui de tenseur.

### Géométrie
L'adjonction d'une forme bilinéaire bien choisie est source de formalisations de géométries. L'exemple le plus célèbre est peut-être celui des espaces euclidiens pour les espaces vectoriels sur le corps de nombres des réels dans le cas de la dimension finie. Cette forme bilinéaire appelée produit scalaire joue alors le même rôle que la forme bilinéaire canonique entre l'espace et son dual, permettant une formalisation plus concrète et plus facile d'accès.
Il n'est pas le seul exemple, un équivalent existe pour les nombres complexes. Un autre en dimension infinie existe avec les espaces préhilbertiens comportant un cas particulier essentiel, l'espace de Hilbert. En dimension finie, le choix d'une forme bilinéaire ayant d'autres propriétés permet de construire d'autres géométries. L'espace de Minkowski est construit à l'aide d'une approche de cette nature. Il offre un cadre géométrique à la théorie de la relativité restreinte.
L'influence des formes bilinéaires dans la géométrie ne se limite pas à la formalisation de nouveaux espaces. La relation entre certaines surfaces comme les quadriques et les formes bilinéaires est profonde. L'apport des différents outils provenant de l'algèbre linéaire permet une classification générale et pour une dimension quelconque.

### Analyse fonctionnelle
Il est fructueux de considérer un ensemble de fonctions issu de l'analyse, comme par exemple les fonctions du segment [0,1] à valeurs réelles et infiniment dérivable. Un ensemble de cette nature est un espace vectoriel de dimension infinie, les résultats de l'algèbre linéaire fondée sur l'utilisation de bases de cardinaux finis ne s'appliquent plus. L'étude de formes bilinéaires sur les espaces de cette nature s'avère féconde.
Un outil devient essentiel pour l'étude d'espaces vectoriels de cette nature, la topologie. Elle induit naturellement une autre topologie sur le dual. Il existe un cas particulier analogue à celui de la dimension finie, celui où le dual est une copie de l'espace des fonctions. Tel est le cas par exemple pour l'ensemble des fonctions de [0,1] à valeurs réelles qui sont de carrés intégrable. Un tel espace peut être muni d'un produit scalaire, apportant un service analogue à celui des espaces euclidiens, il porte le nom d'espace de Hilbert.
Dans le cas général, le dual possède une structure différente de celle de l'espace de départ. Une autre forme bilinéaire est utilisée, celle qui à un élément du dual f et à un élément de l'espace x associe f(x). L'étude d'une telle structure est plus simple si la topologie est issue d'une norme possédant au moins une bonne propriété, la complétude. Un tel espace est appelé espace de Banach. La forme bilinéaire canonique entre le dual et l'espace prend souvent le nom de produit scalaire.

### Arithmétique
La démarche des mathématiciens ayant étudié les espaces fonctionnels consiste à retirer une hypothèse auparavant toujours utilisée, celle de la dimension finie. Elle est finalement féconde et de nombreux théorèmes en analyse fonctionnelle tirent leur origine de l'étude d'une forme bilinéaire, comme un produit scalaire analogue à celui des espaces euclidiens ou issu de la forme canonique entre un espace et son dual. Une autre hypothèse peut être retirée, celle qui garantit que tout nombre différent de zéro du corps sous-jacent à l'espace vectoriel possède un inverse pour la multiplication.
Un exemple étudié depuis longtemps est celui des équations diophantiennes. Certaines d'entre elles s'écrivent comme la recherche des racines d'une équation polynomiale à plusieurs variables et à coefficients entiers. Les solutions recherchées sont celles qui s'expriment uniquement avec des nombres entiers. Un exemple célèbre et difficile est le grand théorème de Fermat. L'équation s'écrit xn + yn = zn. Les solutions peuvent être vues comme des points d'intersection entre ℤ3, où ℤ désigne l'ensemble des entiers, et une surface d'un espace géométrique de dimension trois. Un changement de repère permet parfois de simplifier l'expression d'une équation diophantienne. Pour être pertinent, ce changement de repère doit respecter la géométrie de l'espace. Il apparait comme une isométrie, c'est-à-dire une transformation respectant les distances et les angles, pour une bonne forme bilinéaire. Cette approche amène à l'étude des formes bilinéaires sur un module de dimension finie. « Module » signifie ici un quasi-espace vectoriel, les scalaires ne sont simplement plus toujours inversibles. Ils peuvent, par exemple, se réduire à l'ensemble des entiers. Un exemple de cette nature est utilisé pour la démonstration du théorème des deux carrés de Fermat par Joseph-Louis Lagrange (1736-1813).

## Définitions
Cette section donne des définitions générales concernant les formes bilinéaires, puis des définitions complémentaires associées à divers contextes.

### Définitions générales
Une forme désigne en mathématiques une application d'un espace vectoriel dans son corps des scalaires. Une forme bilinéaire est une application définie sur des couples de vecteurs : son espace de départ est le produit cartésien de deux espaces vectoriels E et F sur un même corps K. Lorsque E et F désignent le même espace, on parle de forme bilinéaire sur E. (x|y) est une notation fréquente pour désigner l'image du couple (x,y) par la forme bilinéaire ; elle est utilisée dans le reste de l'article.
La forme est dite linéaire par rapport à sa première variable si pour tout y, l'application qui à x associe (x|y) est linéaire. De même la forme est dite linéaire par rapport à sa deuxième variable si pour tout x, l'application qui à y associe (x|y) est linéaire.
- Soit (.|.) une application de E×F dans K. La fonction (.|.) est dite bilinéaire si elle est linéaire par rapport à ses deux variables.

Remarque : si la caractéristique du corps des scalaires est différente de 2, à toute forme bilinéaire sur un espace E est associée une forme quadratique. C'est l'application qui à un vecteur x associe le scalaire (x|x). Plus précisément, l'application qui, à chaque forme bilinéaire symétrique associe sa forme quadratique est un isomorphisme. L'isomorphisme réciproque associe à la forme quadratique χ la forme bilinéaire (.|.) définie par :
- La forme bilinéaire (.|.) définie par la ligne ci-dessus est dite forme polaire de la forme quadratique χ.

Remarque : Dans le cas des nombres complexes, il existe une autre forme disposant d'une linéarité différente et souvent plus intéressante, on parle alors de forme sesquilinéaire.
Par défaut, dans le reste de l'article, E et F sont deux espaces vectoriels sur un même corps K et (.|.) désigne une forme bilinéaire.

### Définitions associées à l'orthogonalité
La notion d'orthogonalité entre deux vecteurs, pour une forme bilinéaire, généralise celle de perpendicularité dans le cas d'un espace euclidien.
- Deux vecteurs x de E et y de F sont dits orthogonaux si l'image du couple (x, y) par la forme bilinéaire est nulle.
- L'ensemble des vecteurs orthogonaux à tous les éléments d'une famille Φ de vecteurs de F est un sous-espace vectoriel de E, appelé orthogonal de Φ et souvent noté Φ⊥. De même, l'orthogonal d'une famille de vecteurs de E est un sous-espace vectoriel de F.
Si E est égal à F et que la forme bilinéaire n'est pas symétrique, pour éviter les confusions, on parle d'orthogonal à gauche et à droite.
- En particulier, le noyau à gauche d'une forme bilinéaire sur E×F est le sous-espace F⊥ de E constitué des vecteurs x tels que :{\displaystyle \forall y\in F\quad (x|y)=0.}On définit de même un noyau à droite E⊥, qui est un sous-espace de F.
- Une forme bilinéaire est dite non dégénérée à gauche si son noyau à gauche est réduit au vecteur nul, c'est-à-dire si{\displaystyle \forall x\in E\quad (\forall y\in F\quad (x|y)=0)\Rightarrow x=0,}et l'on définit de même la non-dégénérescence à droite[1]. La forme est dite non dégénérée si elle l'est à la fois à gauche et à droite[2].

### Définitions associées au cas oùEest égal àF
Dans le cas où E est égal à F, il existe des propriétés spécifiques pour les formes bilinéaires. Dans ce paragraphe, la forme bilinéaire est définie sur E×E. Elle est dite
- symétrique si :

{\displaystyle \forall x,y\in E,\quad (x|y)=(y|x)},
- antisymétrique si :

{\displaystyle \forall x,y\in E,\quad (x|y)=-(y|x)},
- alternée si :

{\displaystyle \forall x\in E\quad (x|x)=0},
- définie si elle n'a pas de vecteur isotrope non nul :

{\displaystyle (x|x)=0\implies x=0},
- réflexive si :

{\displaystyle (x|y)=0\iff (y|x)=0}.
Toute forme bilinéaire symétrique ou antisymétrique est réflexive et toute forme réflexive a même noyau à droite qu'à gauche.
Toute forme définie est non dégénérée.
Toute forme alternée est antisymétrique. Si la caractéristique du corps est différente de 2, alors les deux notions sont équivalentes.
Pour la propriété suivante, le corps K est supposé totalement ordonné, comme celui des réels. Une forme bilinéaire est dite :
- positive si {\displaystyle \forall x\in E\quad (x|x)\geq 0} ;
- négative si {\displaystyle \forall x\in E\quad (x|x)\leq 0}.

## Exemples

### L'espace euclidien usuel
L'espace ℝ3 formé des triplets de nombres réels (x, y, z) peut être muni d'une forme bilinéaire nommée produit scalaire canonique. S'il est noté (.|.), il est défini par :
L'espace ℝ3 muni de son produit scalaire est qualifié d'euclidien.

### La forme bilinéaire duale
Un tel espace est équipé d'une autre forme bilinéaire importante définie à l'aide de l'espace dual (ℝ3)*. Il correspond à l'ensemble des formes linéaires, c'est-à-dire les applications linéaires de (ℝ3)* dans son corps des scalaires ℝ. Cette forme bilinéaire est l'application, de (ℝ3)*×ℝ3 dans ℝ, qui au couple (d*, x) associe le réel 〈d*, x〉 image de x par la forme linéaire d*. À certains égards, elle ressemble à l'exemple précédent.
Soit (e1, e2, e3) la base canonique de ℝ3, notons di l'image 〈d*, ei〉 de ei par d* et d le vecteur (d1, d2, d3) de ℝ3. La propriété suivante est vérifiée :
Il existe donc une certaine équivalence entre les deux formes bilinéaires et toute forme linéaire est représentée par un vecteur de ℝ3 à l'aide du produit scalaire.
Remarque : La notation 〈d*, x〉ℝ3 désigne l'image de x par d* dans ℝ. Elle est appelée crochet de dualité. Quand il n'existe pas de risque d'ambigüité, le nom de l'espace vectoriel est omis. Cette notation est souvent utilisée pour la forme bilinéaire canonique entre un dual et son espace. On la trouve aussi dans la littérature pour désigner d'autres formes bilinéaires, comme des produits scalaires.

### Un espace fonctionnel
Considérons maintenant l'espace E des fonctions continues du segment [0, 1] dans ℝ. Une forme bilinéaire joue un rôle clé sur E. Elle est définie de la manière suivante :
Encore une fois, l'espace E possède l'autre forme bilinéaire, celle définie sur E*×E qui à tout couple d'un élément d* du dual de E et d'un élément f de E associe l'image 〈d*, f〉 par d* de f. Néanmoins, la « géométrie » de E diverge de celle de l'exemple précédent. Soit δ la forme linéaire qui, à toute fonction f de E associe f(0). Elle correspond bien à un élément de E*, mais ne peut pas se « représenter » par une fonction de E. Une telle forme linéaire porte le nom de fonction δ de Dirac. En un sens, le dual de E est « trop vaste » pour pouvoir être « représenté » par les fonctions de E.

## Forme bilinéaire et application linéaire

### Dual
Le dual E* est l'espace des formes linéaires sur E. Il existe une forme bilinéaire canonique sur  E*×E. elle associe à tout couple formé d'un élément du dual f* et d'un élément x de l'espace, l'image du vecteur par la forme linéaire.
- La forme bilinéaire canonique sur E*×E est non dégénérée.
En effet par définition la seule forme linéaire nulle sur E est la forme nulle. Le noyau à gauche est donc réduit à la forme nulle. Un vecteur qui annule toutes les formes linéaires appartient à tous les hyperplans ; c'est donc le vecteur nul, ce qui montre que le noyau à droite est aussi réduit au vecteur nul.

Cette forme bilinéaire joue un rôle particulier : elle permet d'exprimer toutes les formes bilinéaires. Soit (.|.) une forme bilinéaire de E×F. Si x est un élément de E, alors (x|.) est un élément du dual de F. Soit φ1 l'application de E vers F*, qui à x associe la forme linéaire (x|.). On peut définir de même une application φ2 de F vers le dual de E. On dispose des égalités suivantes :
- Les applications φ1 et φ2 sont linéaires.
Cette propriété est la conséquence directe de la bilinéarité de la forme (.|.).

### Noyau
Soient N1 et N2 les noyaux à gauche et à droite de la forme bilinéaire. D'après les définitions ci-dessus, ce sont les noyaux des applications linéaires φ1 et φ2 associées, et (.|.) se factorise canoniquement par une forme bilinéaire non dégénérée sur les quotients, i.e. sur (E/N1)×(F/N2). Cette remarque permet de ramener l'étude des orthogonaux pour une forme bilinéaire quelconque à celle pour une forme non dégénérée.
En dimension finie, on a de plus : la forme bilinéaire (.|.) est non dégénérée si et seulement si φ1 est un isomorphisme ; alors, E et F ont même dimension et φ2 est aussi un isomorphisme. (En particulier, E/N1 et F/N2 ont toujours même dimension.)

### Orthogonalité
Les sous-espaces vectoriels définis comme des orthogonaux, en particulier les noyaux, vérifient les propriétés suivantes :
- Si Φ1 est inclus dans Φ2, alors Φ2⊥ est inclus dans Φ1⊥. (En particulier, le noyau à gauche est inclus dans tous les orthogonaux à gauche, et de même à droite.)
- L'orthogonal de Φ⊥ contient Φ.
- Soit E1 et E2 deux sous-espaces vectoriels de E, alors l'orthogonal de la somme de E1 et E2 est l'intersection des orthogonaux. L'orthogonal de l'intersection contient la somme des orthogonaux :

Pour une forme bilinéaire de E×F dans K non dégénérée en dimension finie, on a de plus :
- pour tout sous-espace Φ de E, l'application de F/Φ⊥ dans Φ* induite par φ2 est  isomorphisme (en composant φ2 par l'application naturelle de E* sur Φ*)

et par conséquent :
- pour tout sous-espace Φ, la codimension de Φ⊥ est égale à la dimension de Φ (attention : si E = F, l'orthogonal d'un sous-espace n'est pas nécessairement un supplémentaire) ;
- l'orthogonal de Φ⊥ est le sous-espace vectoriel engendré par Φ (autrement dit : l'application qui, à un sous-espace de E, associe son orthogonal, est involutive) ;
- l'orthogonal de l'intersection de deux sous-espaces est égal à la somme des orthogonaux.

### Applications linéaires de l'espace vers le dual
L'ensemble des formes bilinéaires sur E×F forme un espace vectoriel, noté L2(E, F ; K) ou plus simplement L2(E, F).
Le paragraphe ci-dessus sur le dual montre l'existence d'une application canonique ψ1 qui, à toute forme bilinéaire (.|.), associe l'application linéaire φ1 de E dans F* définie par φ1(x) = (x|.). Cette application ψ1 de L2(E, F) dans L(E, F*) est clairement linéaire. Elle est de plus bijective, la bijection réciproque associant, à toute application linéaire f de E dans F*, la forme bilinéaire 〈f(.), .〉F. On définit de même un isomorphisme ψ2 de L2(E, F) sur L(F,E*). En résumé :
avec (pour toute forme bilinéaire b et tous vecteurs x dans E et y dans F)
La restriction à F de la transposée de ψ1(b) est ψ2(b) (et de même en intervertissant les deux indices).
Par définition du produit tensoriel E⊗F, un troisième espace est canoniquement isomorphe à celui des applications bilinéaires :
De l'un quelconque de ces trois isomorphismes, on déduit que si les dimensions de E et F sont finies, celle de L2(E, F) est leur produit.

### Représentation matricielle
Soient E, F deux espaces vectoriels de dimensions finies, {\displaystyle {\mathcal {E}}=(e_{i})_{1\leq i\leq m}} une base de E et {\displaystyle {\mathcal {F}}=(f_{j})_{1\leq j\leq n}} une base de F. À toute matrice {\displaystyle A\in {\mathcal {M}}_{m,n}(K)} on peut associer une forme bilinéaire {\displaystyle \varphi :E\times F\to K} : si x est un vecteur de E de coordonnées X dans {\displaystyle {\mathcal {E}}} et y un vecteur de F de coordonnées Y dans {\displaystyle {\mathcal {F}}}, 
les coordonnées X (resp. Y) étant disposées sous forme d'une matrice colonne de m (resp. n) éléments de K, et tX désignant la matrice ligne transposée de X.
Inversement, l'application bilinéaire {\displaystyle \varphi } détermine complètement la matrice {\displaystyle A=(a_{i,j})}, puisque {\displaystyle a_{i,j}=\varphi (e_{i},f_{j})}.
Ceci permet de définir (les bases  {\displaystyle {\mathcal {E}},{\mathcal {F}}} étant fixées) un isomorphisme entre {\displaystyle {\mathcal {M}}_{m,n}(K)} et l'espace vectoriel des formes bilinéaires sur E×F.
La formule de changement de base pour les formes bilinéaires est différente de celle pour les applications linéaires : on pourra comparer les deux dans l'article Matrice de passage.

## Produit tensoriel

### Construction de formes bilinéaires
Si a* (resp. b*) est une forme linéaire sur E (resp. sur F), la notation a*⊗b* désigne à la fois un élément du produit tensoriel E*⊗F* des duaux de E et F, et le produit tensoriel des deux applications a* et b*, qui est une forme linéaire sur E⊗F, (autrement dit une forme bilinéaire sur E×F), définie par :
On verra plus loin que cette ambiguïté de notation est inoffensive car les deux objets qu'elle désigne se correspondent par une inclusion canonique de E*⊗F* dans (E⊗F)*. De même, E**⊗F** (et a fortiori E⊗F) est plongé dans (E*⊗F*)* ≃ L2(E*, F*).
Le fait d'utiliser un espace ou son dual possède une signification profonde en physique. Pour cette raison, si l'ensemble de départ est un espace dual, les physiciens utilisent le terme de contravariant et dans le cas contraire de covariant. Le premier produit tensoriel présenté ici est deux fois contravariant.
Lorsque F = E, deux produits supplémentaires sont développés : le produit extérieur et le produit symétrique. Appliqué à deux vecteurs a* et b* de E*, on obtient, en caractéristique différente de 2 :
Produit symétrique : {\displaystyle a^{*}\odot b^{*}=a^{*}\otimes b^{*}+b^{*}\otimes a^{*}}
Produit extérieur : {\displaystyle a^{*}\land b^{*}=a^{*}\otimes b^{*}-b^{*}\otimes a^{*}}
Le produit symétrique (resp. extérieur) est à valeurs dans les formes bilinéaires symétriques (resp. alternées). Les sous-espaces vectoriels engendrés par les produits symétriques et extérieurs ont pour somme directe E*⊗E*. Si E est de dimension finie n, le premier sous-espace est de dimension n(n + 1)/2 et le deuxième, n(n – 1)/2.
Plus généralement (et en dimension quelconque, mais toujours en caractéristique différente de 2) toute forme bilinéaire se décompose de façon unique comme somme d'une symétrique et d'une antisymétrique :

### Produit tensoriel et dualité
Les deux crochets de dualité, sur E et sur F, s'identifiant à des formes linéaires sur E*⊗E et F*⊗F, leur produit tensoriel est une forme linéaire sur (E*⊗E)⊗(F*⊗F) ≃ (E*⊗F*)⊗(E⊗F), c'est-à-dire une forme bilinéaire sur (E*⊗F*)×(E⊗F). Cette dernière hérite de la non-dégénérescence des deux crochets. On en déduit des injections linéaires canoniques :
- La première injection est surjective si et seulement si E ou F est de dimension finie.
- La seconde injection est surjective si et seulement si E et F sont tous deux de dimension finie ou si l'un des deux est nul.

Remarques.
- En remplaçant E et F par leurs duaux dans la première inclusion puis en composant celle-ci par E⊗F ⊂ E**⊗F**, on obtient la seconde.
- Le théorème d'Erdős-Kaplansky et un rapide calcul de cardinaux montrent que les espaces E*⊗F* et (E⊗F)* ont toujours même dimension (donc sont isomorphes, même lorsque l'inclusion canonique n'est pas un isomorphisme).

### Dimension trois
Si E est un espace vectoriel de dimension n = 3, alors l'espace A2(E) des formes bilinéaires alternées est de dimension n(n – 1)/2 = 3. De même que le produit scalaire permet d'identifier un élément du dual avec un vecteur de l'espace, il est aussi possible d'identifier une forme bilinéaire alternée à un vecteur de E. L'application qui, à trois vecteurs x, y, z, associe le déterminant det(x, y, z)B dans une base B, est trilinéaire alternée. Cette application ne dépend pas du choix de la base, à condition qu'elle soit orthonormale et orientée. Elle prend le nom de produit mixte ; il est noté [x, y, z]. Il permet d'identifier un vecteur c de E à la forme mc suivante :
Les deux isomorphismes
sont compatibles avec le produit extérieur (ℝ3)*×(ℝ3)* → A2(ℝ3) et le produit vectoriel ℝ3×ℝ3 → ℝ3, tous deux notés ⋀ :

## Espace vectoriel normé
Pour aller plus loin dans l'étude des formes bilinéaires dans le cas de la dimension infinie, une hypothèse supplémentaire est utile. Elle consiste à munir l'espace vectoriel d'une topologie (un cas particulier fréquent est celui où cette topologie dérive d'une norme conférant à l'espace une structure métrique). On s'intéresse alors aux formes bilinéaires continues. Dans ce contexte, les isomorphismes généraux sont des isométries et la complétude naturelle du dual topologique apporte des propriétés fortes à l'espace des formes bilinéaires. Les relations d'orthogonalités se précisent si une hypothèse supplémentaire est faite sur les sous-espaces vectoriel : la fermeture.
Dans ce paragraphe, E et F désignent deux espaces vectoriels normés sur un corps K égal à ℝ ou ℂ donc complet.

### Forme bilinéaire continue
La continuité des formes bilinéaires suit des règles proches de celles des opérateurs bornés entre espaces vectoriels normés. En effet, pour toute forme bilinéaire b sur E×F, les propositions sont équivalentes :
1. b est continue en tout point,
2. b est continue en (0, 0),
3. il existe une constante C telle que pour tous vecteurs x dans E et y dans F, |b(x, y)| ≤ C║x║║y║,
4. l'image par b du produit cartésien des deux boules unités est bornée,
5. l'application linéaire ψ1(b) est à valeurs dans le dual topologique F' de F et est continue de E dans F',
6. ψ2(b) est à valeurs dans E'et est continue de F dans E'

Si E et F sont de dimension finie, b est donc toujours continue (puisqu'en dimension finie, toute application linéaire est continue).

### Espace des formes bilinéaires continues
L'ensemble ℒ2(E, F) des formes bilinéaires continues est clairement un sous-espace vectoriel de l'espace L2(E, F) des formes bilinéaires.
- L'espace des formes bilinéaires continues sur E×F est normé par la norme des opérateurs.

La norme d'une forme bilinéaire est définie comme la borne supérieure, sur le produit cartésien des deux boules unités BE(1) et BF(1), de l'image de la valeur absolue ou du module de la forme bilinéaire.
Pour se convaincre que cette application est bien une norme, il suffit de remarquer qu'elle est l'image de la norme des opérateurs de ℒ(E, F') par l'isomorphisme ψ1 ; en conséquence :
- L'application ψ1 (resp. ψ2) est une isométrie de ℒ2(E, F) dans ℒ(E, F') (resp. ℒ(F, E')) si les espaces sont munis de la norme des opérateurs.

Un espace ℒ(E1, E2) est complet si E2 l'est. Comme K est complet, ℒ(F,K), c'est-à-dire F', l'est aussi donc ℒ(E,F') également. En conséquence :
- L'espace des formes bilinéaires continues sur E×F est complet.

Si F est complet et muni d'un produit scalaire (.|.), alors F est qualifié d'espace de Hilbert. Dans ce cas, le théorème de représentation de Riesz indique qu'il existe un isomorphisme isométrique entre F et son dual. C'est l'application qui à un vecteur x associe la forme (x|.), en conséquence :
- L'application qui à tout opérateur a de E vers F associe la forme bilinéaire notée (.|.)a suivante est un isomorphisme isométrique.

La configuration est la même qu'en dimension finie.

### Orthogonal et biorthogonal
Soit b une forme bilinéaire continue sur le produit E×F de deux espaces vectoriels topologiques.
- Pour toute famille Φ de E, le sous-espace vectoriel Φ⊥ est fermé dans F.
En effet, c'est l'intersection des noyaux des formes linéaires ψ1(b)(x) quand x parcourt Φ, or ces noyaux sont fermés car ces formes sont continues.

Par conséquent, le biorthogonal (Φ⊥)⊥ contient non seulement l'espace vectoriel engendré par Φ, mais son adhérence.
Pour le crochet entre un espace de Banach E et son dual E', le biorthogonal d'un sous-espace Φ de E est réduit à l'adhérence de Φ (c'est une conséquence immédiate du théorème de Hahn-Banach) donc si E est réflexif, cette propriété s'étend aux sous-espaces de E'. Mais sans cette hypothèse de réflexivité, la propriété ne s'étend pas (cf. par exemple l'espace ℓ1 et, dans son dual ℓ∞, le sous-espace c0 des suites de limite nulle).